# Deep End
Deep End és una pel·lícula de drama romàntic del 1970 dirigida per Jerzy Skolimowski i protagonitzada per Jane Asher i John Moulder Brown. Ambientada a Londres, la pel·lícula se centra en la relació entre dos joves col·legues d'una casa de banys suburbana i una piscina.
El 2009, Bavaria Media, una filial de Bavaria Film, que va coproduir la pel·lícula el 1970 a través de la seva filial Maran Film, va iniciar una restauració digital en honor al 40è aniversari de la pel·lícula, en cooperació amb la British Film Institute. La pel·lícula restaurada es va tornar a estrenar als cinemes del Regne Unit el 6 de maig de 2011 i en Blu-ray Disc i DVD el 18 de juliol de 2011 a la sèrie BFI Flipside de BFI. Fou exhibida a televisió per primer cop el març de 2012 per Film4.

## Argument
Mike, un jove de 15 anys que abandona els estudis, troba feina en un bany públic. Allà és entrenat per la seva companya Susan, una dona 10 anys més gran que ella. Susan juga amb els sentiments d'en Mike i d'altres homes, de vegades càlida i afectuosa i de vegades freda i distant. Treballar als banys resulta ser prestar serveis a clients de caràcter més o menys sexual a canvi d'una propina. Per exemple, una dona gran s'estimula sexualment empenyent el cap d'en Mike al seu pit i parlant de manera suggestiva sobre futbol. Mike està confós i al principi no vol acceptar la propina que rep, però Susan li diu que aquests serveis són una pràctica normal, inclòs l'intercanvi de les seves clients femenines per clients masculins sempre que un client prefereix el sexe oposat.
Mike fantasieja amb Susan i s'enamora d'ella, però té un jove promès ric, Chris. Mike també descobreix que la Susan està enganyant el seu promès amb un home gran i casat que era el professor d'educació física de Mike i treballa als banys com a instructora de natació per a noies adolescents, tocant-les de manera inadequada. Mike segueix la Susan en les seves cites amb Chris i l'instructor i intenta interrompre'ls. La Susan sovint s'enfada amb Mike per això, però li dona prou estímul perquè continuï. L'enamorament d'en Mike per la Susan continua malgrat que els seus amics es burlen d'ell, la seva mare és tractada amb rudesa per Susan, la seva bicicleta és destruïda per la Susan i les seves activitats provoquen la ira dels xicots de Susan, la policia local i el cap de Mike a la feina. Obsessionat amb Susan, Mike rebutja altres punts de venda per al sexe, com ara la seva antiga xicota i una prostituta que li ofereix un descompte. Mentre segueix la Susan en una cita, Mike veu i roba una foto publicitària a mida real d'una noia nua que s'assembla a ella. S'enfronta a Susan amb ella al London Underground, entrant en una violenta rabieta davant d'altres passatgers quan Susan es nega a dir-li si va posar per a la foto. Aleshores, Mike porta el retall als banys deserts després d'hores i neda nu amb ell, abraçant-lo.
L'endemà al matí, Mike interromp la cursa a peu de l'instructor i punxa els pneumàtics del seu cotxe mentre la Susan el condueix. La Susan s'enfada i colpeja en Mike, perdent el diamant del seu nou anell de compromís a la neu. Ansiosos per trobar el diamant perdut, Mike i Susan recullen la neu circumdant en bosses de plàstic i la tornen als banys tancats per fondre-la, utilitzant cablejat elèctric exposat d'una presa de llum de sostre rebaixada per escalfar un bullidor elèctric a la piscina buida. Mentre la Susan surt breument de l'habitació, Mike troba el diamant a la neu fosa i s'estira nu a la piscina seca amb el diamant a la llengua. Es burla de Susan negant-se a donar-li el diamant fins que es despulla. Ella ho fa, ell li dona el diamant, i ella està a punt de marxar, però es reconsidera i s'estira al seu costat. Tenen una trobada sexual, encara que no és clar si Mike és capaç d'actuar.
Llavors, Chris telefona i Susan corre per la piscina buida de pressa recollint la seva roba per anar a trobar-lo. Mike li demana que es quedi i parli amb ell, però Susan insisteix que ha de marxar. Mentrestant, ha arribat un assistent que, sense saber la presència de Mike i Susan, obre la vàlvula per començar a omplir la piscina d'aigua. Mike es torna més insistent, persegueix la Susan per la piscina que s'omple ràpidament i, finalment, la colpeja al cap amb el llum del sostre, insultant-la. Ella cau (juntament amb una llauna de pintura vermella que s'assembla a la sang) a l'aigua. Mike abraça la Susan nua sota l'aigua, just quan abraçava el retall de la foto. Mentrestant, l'aigua continua omplint la piscina amb filferro elèctric penjant .

## Repartiment
- Jane Asher com a Susan
- John Moulder-Brown com a Mike
- Karl Michael Vogler com a instructor de natació
- Chris Sandford com a Chris, el promès
- Diana Dors com la primera dama client de Mike
- Louise Martini com a prostituta
- Erica Beer com a caixer de banys
- Anita Lochner com a Kathy
- Annemarie Kuster com a recepcionista de la discoteca
- Cheryl Hall com a noia del barret vermell
- Christina Paul com a noia de drap blanc
- Dieter Eppler com a fogoner
- Karl Ludwig Lindt com a director de banys
- Eduard Linkers com a propietari del cinema
- Will Danin com a policia més jove
- Gerald Rowland com a amic de Mike
- Burt Kwouk com a home de suport de gossos calents
- Ursula Mellin com a segona clienta de Mike (sense acreditar)
- Erika Wackernagel com a mare de Mike (sense acreditar)
- Uli Steigberg com el pare/policia de Mike (sense acreditar)
- Peter Martin Urtel com a policia gran (sense acreditar)
- Jerzy Skolimowski com a passatger en metro llegint un diari polonès (sense acreditar)

## Producció

### Filmació
La pel·lícula es va fer en uns sis mesos des de la concepció fins a la finalització. Es va rodar en gran part a Munic, amb algunes escenes exteriors rodades al Soho i Leytonstone de Londres. Els membres del repartiment podien improvisar i se'ls va dir que es mantinguessin en el personatge fins i tot quan una escena no anava com estava previst.

### Música
La pel·lícula inclou la cançó "Mother Sky" de la banda Can en una seqüència ampliada ambientada al Soho, i una versió inèdita de la cançó "But I Might Die Tonight" de Cat Stevens a l'escena inicial i al final; aquesta versió es va llançar finalment el 2020.